# Murina florium
Murina florium — вид ссавців родини лиликових.

## Проживання, поведінка
Країна поширення: Австралія (Квінсленд), Індонезія, Папуа Нова Гвінея. Мешкає на висотах від рівня моря до 2800 м над рівнем моря. Населяє сухі й вологі ліси.

## Загрози та охорона
Здається, немає серйозних загроз для цього виду. Є локальні загрози в окремих частинах ареалу. Записаний в багатьох охоронних районах.